# Static Shock
Static Shock är en amerikansk animerad TV-serie.

## Handling
Efter att ha träffats av gas under en gänguppgörelse får 14-årige high school-eleven Virgil superkrafter som gör att han kan kontrollera elektricitet och magnetism.

## Rollista
- Virgil Ovid Hawkins/Static - Phil LaMarr
- Richard "Richie" Osgood Foley/Gear - Jason Marsden
- Robert Hawkins - Kevin Michael Richardson
- Sharon Hawkins - Michele Morgan
- Frieda Goren - Danica McKellar
- Adam Evans/Rubber-Band Man - Kadeem Hardison
- Ivan Evans/Ebon - Gary Anthony Sturgis

### Fotnoter
1. ↑  ”Static Shock” (på engelska). TV.com. 2000-2004. http://www.tv.com/shows/static-shock/. Läst 18 november 2014.